# Куп'єваська волость
Куп'єваська волость — історична адміністративно-територіальна одиниця Богодухівського повіту Харківської губернії з центром у слободі Куп'єваха.
Станом на 1885 рік складалася з 2 поселень, об'єднаних у єдину сільську громаду. Населення — 2859 осіб (2721 чоловічої статі та 2769 — жіночої), 582 дворових господарства.
|                     | Площа, десятин | У тому числі орної, дес. |
| ------------------- | -------------- | ------------------------ |
| Сільських громад    | 5420           | 4923                     |
| Приватної власності | 2277           | 1925                     |
| Іншої власності     | 69             | 63                       |
| Загалом             | 7766           | 6911                     |

Найбільші поселення волості станом на 1885:
- Куп'єваха — колишня власницька слобода при річці Куп'єваха  за 20 верст від повітового міста, 837 осіб, 162 двори, православна церква, школа й винокурний завод.
- Яблучне — колишнє власницьке село при річці Рябина, 1970 осіб, 420 дворів, православна церква, школа, базари й щорічний ярмарок.